# Harry Waine
Harry Waine (né le 21 avril 1999) est un coureur cycliste néo-zélandais, spécialiste des épreuves d'endurance sur piste. 

## Palmarès sur piste

### Championnats du monde juniors
- Montichiari 2017
  -  Médaillé de bronze de la poursuite par équipes juniors

### Coupe du monde
- 2017-2018
  - 1er de la poursuite par équipes à Santiago (avec Tom Sexton, Jared Gray et Nick Kergozou)

### Championnats d'Océanie
| Édition / Épreuve | Poursuite par équipes |
| Cambridge 2017    | Argent                |
| Adélaïde 2018     | Or                    |
| Invercargill 2019 | Bronze                |

### Championnats de Nouvelle-Zélande
- 2017
  - 2e de la vitesse par équipes juniors
- 2018
  - 2e de l'omnium
  - 2e de la poursuite par équipes
  - 3e de la course aux points
  - 3e du scratch

## Palmarès sur route
- 2017
  - 3e du championnat de Nouvelle-Zélande du contre-la-montre juniors